# Cyttaranthus
Cyttaranthus é um género botânico pertencente à família Euphorbiaceae.

## Espécie
Cyttaranthus congolensis J.Leonard